# Нанси-Нор (кантон)
Нанси-Нор (фр. Nancy-Nord) — кантон во Франции, находится в регионе Лотарингия. Департамент кантона — Мёрт и Мозель. Входит в состав округа Нанси. Население кантона на 2011 год составляло 24 242 человек.
Код INSEE кантона 5420. Один из старейших кантонов бывшего округа Мёрт, созданного в 1871 году согласно Франкфуртскому договору. В кантон Нанси-Нор входит часть коммуны Нанси.

## Коммуны кантона
| Коммуна | Население | Почтовый индекс | Код INSEE |
| ------- | --------- | --------------- | --------- |
| Нанси   | 103 605   | 54100           | 54395     |